# Вега (Техас)
Вега (англ. Vega) — город в США, расположенный в северной части штата Техас, административный центр округа Олдем. По данным переписи за 
2010 год число жителей составляло 884 человека, по оценке Бюро переписи США в 2016 году в городе проживало 906 человек.

## История

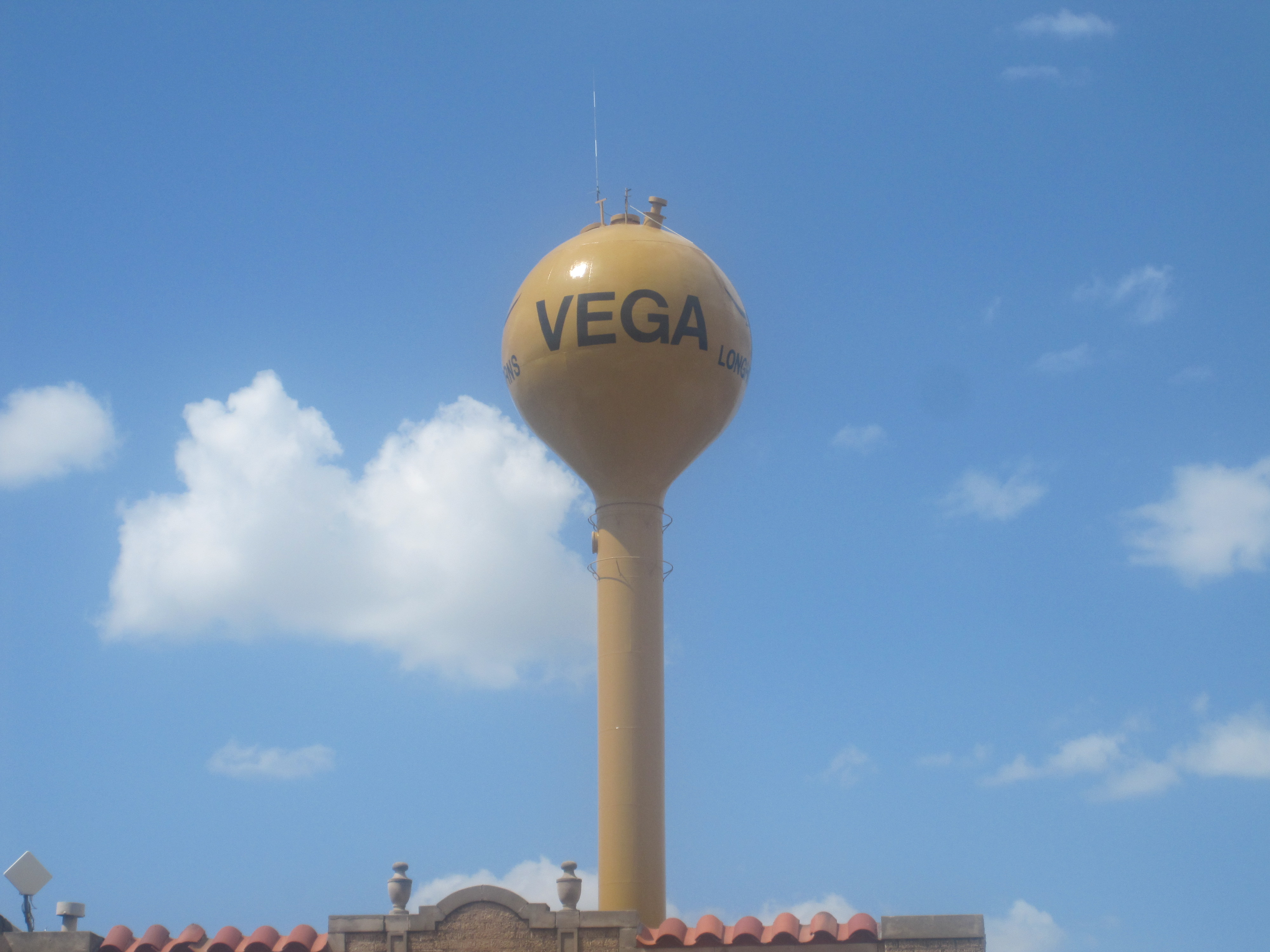
Водонапорная башня города

В 1879 году штат предложил заселить район нынешнего города. Первым поселенцем в 1899 году стал бизнесмен Уитфилд. В 1903 году он продал 30-метровую полосу на юге округа на постройку железной дороги Choctaw, Oklahoma, and Texas Railroad, в том же году был распланирован город и открыт первый магазин. Через год были открыты школа, почтовое отделение и салун. В 1909 году, после завершения постройки железной дороги, численность населения города резко выросла, 
в городе работали различные магазины, кузница, кузница. В том же году начался выпуск газеты Vega Sentinel, а ещё через год началось издание Oldham County News.
Специальные выборы административного центра в 1915 году положили конец пятилетней борьбе с городом Таскоса. Вега стала центром округа, вскоре была проведена телефонная связь. В 1927 году город получил устав, началось формирование органов местного управления. Пожар 1931 года мотивировал жителей Веги на проведение водопровода. В 1947 году был создан добровольческий отряд по борьбе с пожарами. Экономика города в основном опирается на торговлю в сельскохозяйственной и скотоводческой сферах.

## География
Вега находится в южной части округа, его координаты: 35°14′44″ с. ш. 102°25′34″ з. д..
Согласно данным бюро переписи США, площадь города составляет около 2,8 км2, полностью занятых сушей.

### Климат
Согласно классификации климатов Кёппена, в Веге преобладает семиаридный климат умеренных широт (BSk).
| Показатель                    | Янв.  | Фев.  | Март  | Апр.  | Май  | Июнь | Июль | Авг. | Сен. | Окт. | Нояб. | Дек.  | Год   |
| ----------------------------- | ----- | ----- | ----- | ----- | ---- | ---- | ---- | ---- | ---- | ---- | ----- | ----- | ----- |
| Абсолютный максимум, °C       | 26,7  | 31,7  | 32,2  | 35    | 38,9 | 41,7 | 43,3 | 40,6 | 39,4 | 36,1 | 31,1  | 26,7  | 43,3  |
| Средний суточный максимум, °C | 9,3   | 11,6  | 15,7  | 21,1  | 25,7 | 31   | 32,7 | 31,7 | 27,7 | 22   | 14,8  | 10,1  | 21,1  |
| Средняя температура, °C       | 1,4   | 3,6   | 7,3   | 12,6  | 17,6 | 22,9 | 25,1 | 24,2 | 20   | 14,1 | 7,1   | 2,7   | 13,2  |
| Средний суточный минимум, °C  | −6,4  | −4,3  | −1,2  | 4,1   | 9,5  | 14,9 | 17,4 | 16,7 | 12,3 | 6,1  | −0,8  | −4,9  | 5,3   |
| Абсолютный минимум, °C        | −26,1 | −27,2 | −27,2 | −12,2 | −3,9 | 3,9  | 10   | 7,8  | −1,1 | −9,4 | −20   | −26,1 | −27,2 |
| Норма осадков, мм             | 14    | 14    | 25    | 30    | 60   | 72   | 69   | 75   | 48   | 37   | 20    | 16    | 480   |
| Источник: weatherbase.com     |       |       |       |       |      |      |      |      |      |      |       |       |       |

## Население
Согласно переписи населения 2010 года в городе проживало 884 человека, было 356 домохозяйств и 252 семьи. Расовый состав города: 93,2 % — белые, 1,1 % — афроамериканцы, 0,5 % — 
коренные жители США, 0,5 % — азиаты, 0,0 % (0 человек) — жители Гавайев или Океании, 3,5 % — другие расы, 1,2 % — две и более расы. Число испаноязычных жителей любых рас составило 9,8 %.
Из 356 домохозяйств, в 31,5 % живут дети младше 18 лет. 56,5 % домохозяйств представляли собой совместно проживающие супружеские пары (19,9 % с детьми младше 18 лет), в 12,4 % домохозяйств женщины проживали без мужей, в 2 % 
домохозяйств мужчины проживали без жён, 29,2 % домохозяйств не являлись семьями. В 25,8 % домохозяйств проживал только один человек, 13,5 % составляли одинокие пожилые люди (старше 65 лет). Средний размер домохозяйства составлял 2,48 человека. Средний размер семьи — 3,00 человека.
Население города по возрастному диапазону распределилось следующим образом: 29,4 % — жители младше 20 лет, 20,6 % находятся в возрасте от 20 до 39, 33,9 % — от 40 до 64, 16,1 % — 65 лет и старше. Средний возраст составляет 40 лет.
Согласно данным опросов пяти лет с 2012 по 2016 годы, средний доход домохозяйства в Веге составляет 46 563 доллара США в год, средний доход семьи — 60 521 доллар. Доход на душу населения в городе составляет 26 538 долларов. Около 8,5 % семей и 10,4 % населения находятся за чертой бедности. В том числе 16,4 % в возрасте до 18 лет и 5,1 % старше 65 лет.

## Местное управление

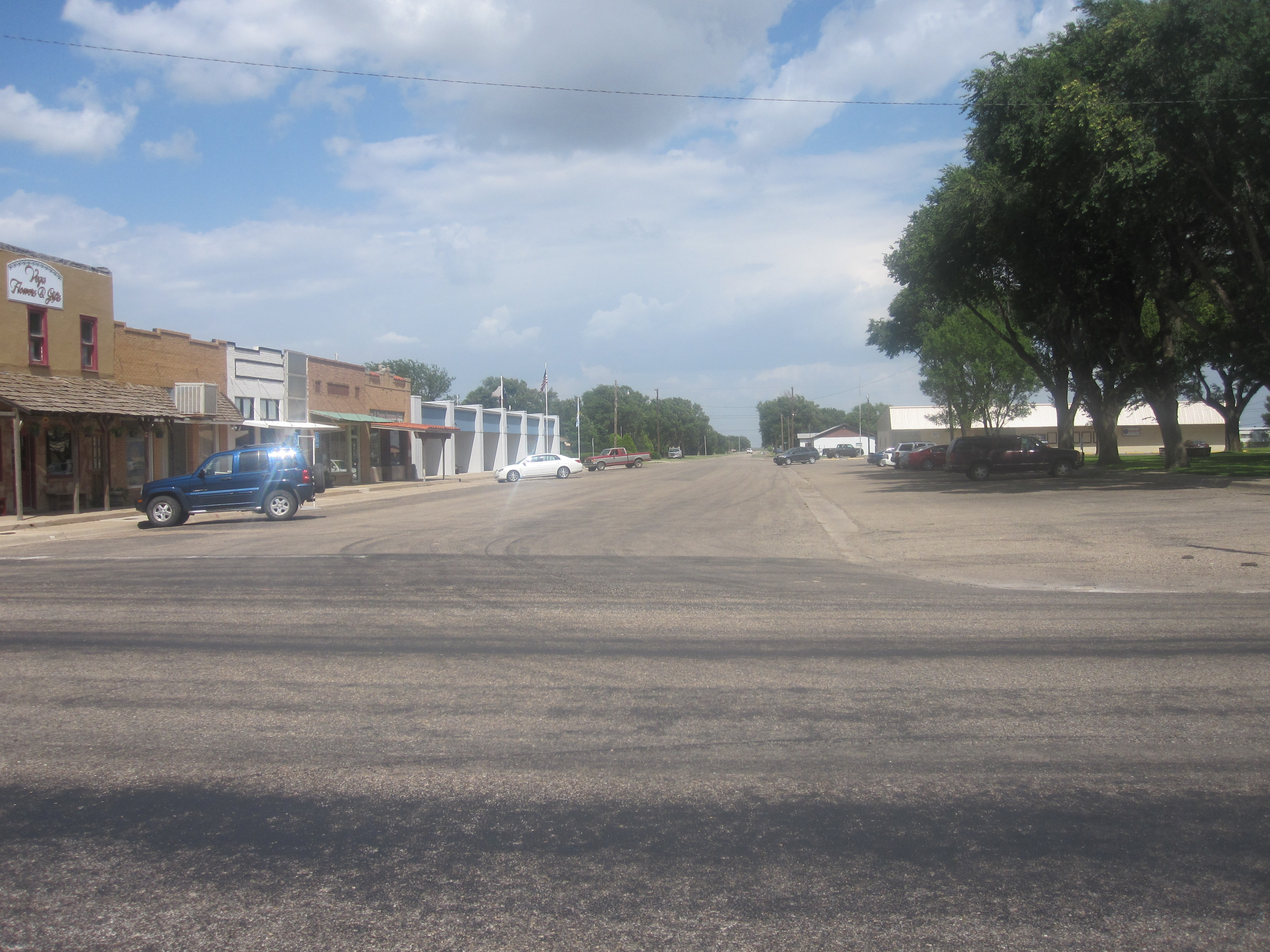
Центр Веги. Справа здание суда, слева городская ратуша

Управление городом осуществляется мэром и городским советом, состоящим из 5 человек. Один из членов совета назначается заместителем мэра.
Другими важными должностями, на которые происходит наём сотрудников, являются:
- Городской секретарь
- Городской клерк
- Городской юрист
- Шеф пожарной охраны
- Городской маршал

## Инфраструктура и транспорт

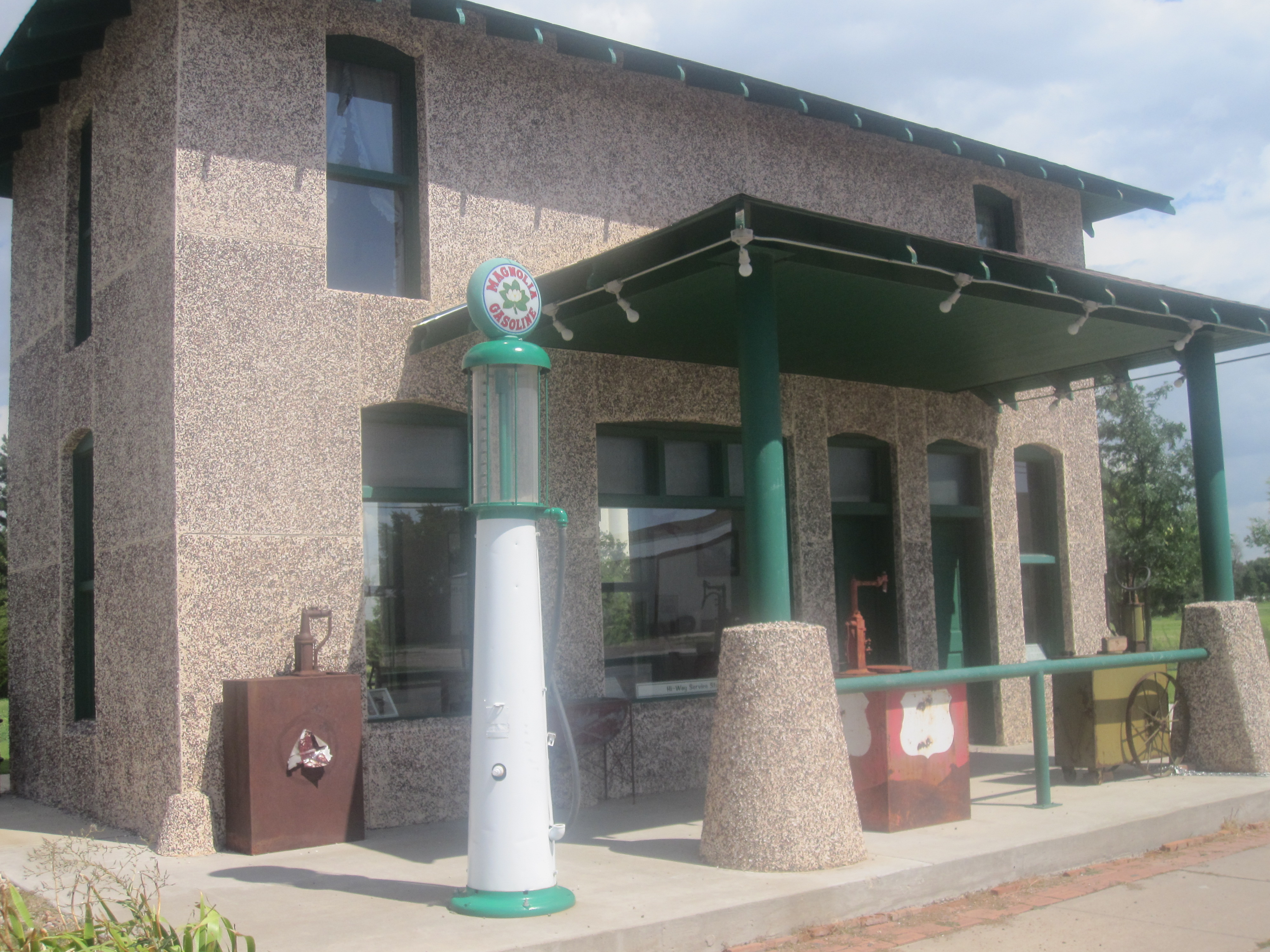
Восстановленная заправочная станция на US 66

Основными автомагистралями, проходящими через Вегу, являются:
- межштатная автомагистраль I-40 идёт с востока от Амарилло на запад к Тукумкэри, штат Нью-Мексико.
- бизнес-ответвление автомагистрали I-40 проходит через центр города и совпадает с историческим шоссе US 66. За городом дорога полностью совпадает с I-40.
- автомагистраль 385 США идёт с севера от Чаннинга на юг к Херфорду.

В городе располагается аэропорт округа Олдем. Аэропорт располагает одной взлётно-посадочной полосой длиной 1280 метров. Ближайшим аэропортом, выполняющим коммерческие рейсы, является международный аэропорт Рика Хасбанда в Амарилло. Аэропорт находится примерно в 70 километрах к востоку от Веги.

## Образование
Город обслуживается независимым школьным округом Вега. 